# Anthology (Fausto Leali)
Fausto Leali - Anthology è la prima raccolta del cantante italiano Fausto Leali, pubblicata nel 1970 dalla Ri-Fi.

## Il disco
L'album raccoglie i brani incisi da Leali tra il 1966 e il 1970, a partire dal suo grande successo A chi. Tra i brani si distinguono alcune cover di successi stranieri: Portami con te (Fly Me to the Moon) di Felicia Sanders, Angeli negri (Angelitos negros) di Pedro Infante, Senza luce (A Whiter Shade of Pale) dei Procol Harum, Ave Maria no morro  del Trio de Ouro, Potrai fidarti di me (You can depend on me) di Louis Armstrong, e la già menzionata A chi (Hurt) di Roy Hamilton. Inoltre, sono presenti anche tre canzoni proposte da Fausto Leali al Festival di Sanremo: Deborah nel 1968, Un'ora fa nel 1969 e Hippy nel 1970.

## Tracce
1. A chi (Mogol-Al Jacobs-Jimmie Crane)
2. Deborah (Paolo Conte-Vito Pallavicini)
3. Senza te (Paolo Ferrara)
4. Portami con te (Mimma Gaspari-Bart Howard)
5. Angeli negri (Alberto Larici-Gian Carlo Testoni-Manuel Alvarez Maciste)
6. Senza luce (Mogol-Gary Brooker-Keith Reid)
7. Ave Maria no morro (Aldo Locatelli-Herivelto Martins)
8. Non importa se (Gianfranco Intra-Luciano Beretta)
9. Un'ora fa (Ermanno Parazzini-Gianfranco Intra-Luciano Beretta)
10. Hippy (Fausto Leali-Luciano Beretta)
11. Tu non meritavi una canzone (Andrea Lo Vecchio-Roberto Vecchioni)
12. Potrai fidarti di me ((Bruno Pallesi-Charles Carpenter-Earl Hines-Louis Dunlap)